# Maison à Gulf
Pour les articles homonymes, voir Gulf.
La maison à Gulf (en allemand Gulfhaus) est la plus imposante maison traditionnelle rurale en Europe  et elle est l’une des trois maisons rurales les plus représentatives de l’Allemagne du Nord côtière (la maison-halle (Hallenhaus), Geesthardenhaus, Gulfhaus) et particulièrement de  la Frise de l’ouest aux Pays-Bas jusqu’au nord au Danemark.

## Expansion
La maison à Gulf, ou maison de la Frise orientale, est une forme de ferme née entre le XVIe et le XVIIe siècle en Allemagne du Nord. Elle repose sur une ossature à bois ou sur couple de poutres  au centre de la maison, avec une technique de bois longs.
La maison à Gulf se diffuse d’abord dans les polders, puis se répand également dans toutes les régions de type Geest de la Frise orientale. La région de diffusion s’élargit à tout l’espace de la Mer du Nord, de la Flandre occidentale au Slesvig-Holstein en passant par la Hollande, la Frise orientale et Oldenbourg. Cette ligne est interrompue par le triangle Elbe-Weser dans lequel s’est répandue la forme de la maison-halle dite bas-allemande, plus connue sous le nom de maison bas-saxonne.

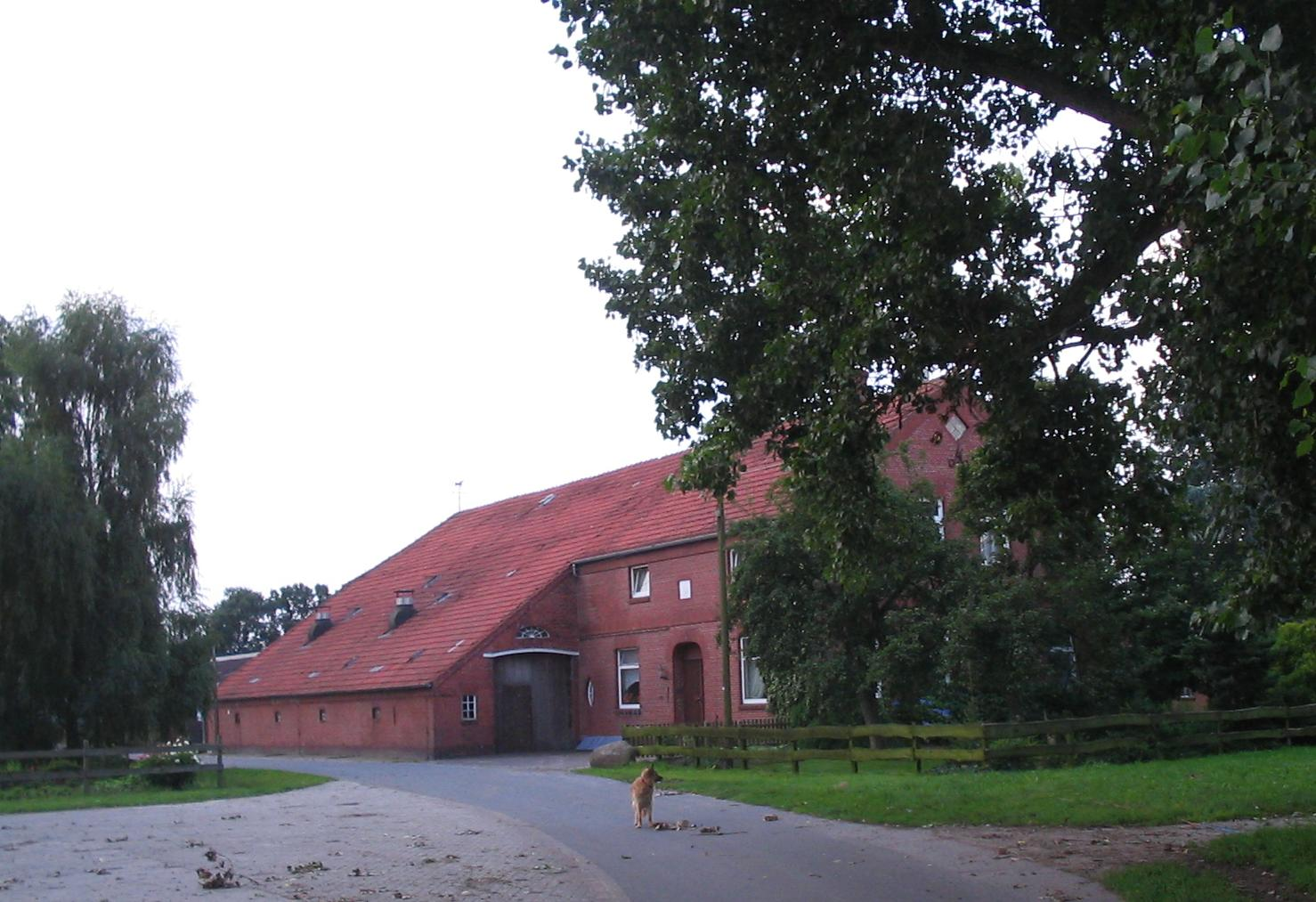
Dans le pays de Leer

## Origine et évolution
La construction de la maison à Gulf répond à des impératifs économiques. Avant son invention, les habitants des polders de la Mer du Nord de Frise orientale vivaient dans la ferme frisonne primitive (oud-Friese boerenhuis), une maison-block avec habitation et stabulation. Ces petits bâtiments suffisaient aux agriculteurs parce qu’il n’y avait pas beaucoup de récolte à engranger. La culture des céréales n’était possible que sur de rares terres élevées alors que les polders – ou marschen (Marschland) – insuffisamment asséchés ne servaient guère qu’à faire des prés et des prairies. Grâce à leur technique d’assèchement améliorée utilisant les moulins à vent pour pomper l’eau, les régions des polders fertiles purent être asséchées et utilisées pour la culture des céréales sur de grandes surfaces. Pour stocker des quantités de récoltes de plus en plus croissantes, une maison avec un très grand volume habitable et exploitable  était nécessaire, c’est de cette nécessité qu’est née la maison à Gulf.

## Construction

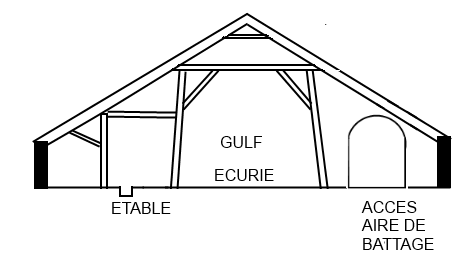
coupe traversale de la maison à Gulf

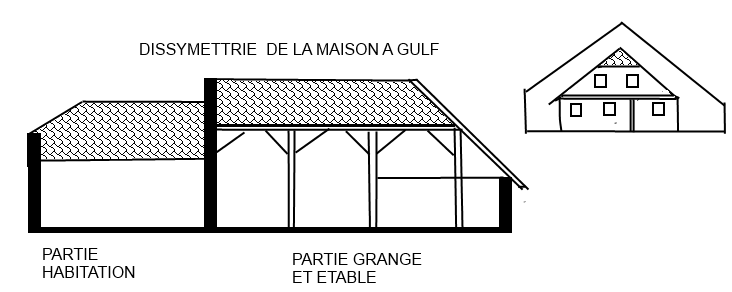
Coupe longitudinale

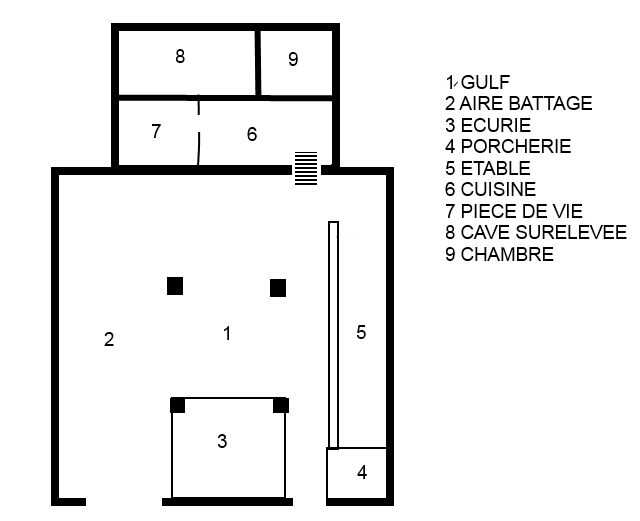
Visualisation du Gulf au centre

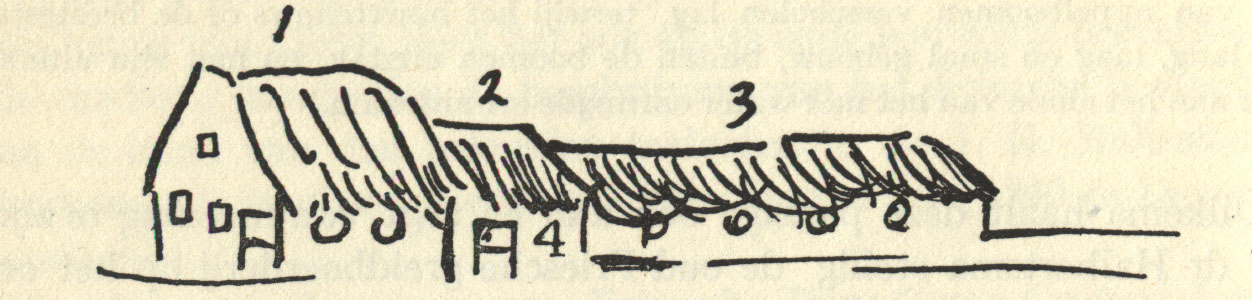
Représentation de la ferme frisonne primitive

La maison à Gulf typique se compose d’une partie avant (fööeräen) qui sert de zone d’habitation, et d’une partie mitoyenne dédiée à l’écurie et à la grange (achteräen). Du fait que le toit dans la partie arrière de la maison descend beaucoup plus bas, des parties latérales, dites ütkübben, donnent ainsi une forme plus large à l’arrière côté grange qu’à l’avant dans la partie habitation. Le centre de l’étable et de la grange est composé du Gulf, cette surface de stockage pour le foin, la récolte et le matériel qui donne son nom à ce type de maison rurale. Dans l’une des parties latérales élargies, on trouve des compartiments pour loger les bovins (kaustâl). L’espace qui longe ce compartiment est appelé kaugâng (couloir des vaches). Tout au bout se trouve traditionnellement le WC turc (gemak). Côté pignon de la partie grange, on peut reconnaître deux portes, un portail de grange très grand sur le côté qui donne accès à l’aire de battage (dösdel) et au Gulf, y compris avec une voiture, puis une autre porte plus petite de l’autre côté, appelée messeldööer parce que c’est par là qu’on sort le fumier et le lisier. La partie antérieure de l’habitation côté pignon où se trouve l’écurie (Pêrstâl) est séparée par une paroi, elle est recouverte d’un plafond qui donne un nouveau plancher (hiel) sur lequel on peut stocker du foin pour le fourrage d’hiver.
Dans ce type de construction, la charge de toit n’est pas portée par les murs extérieurs mais par un ouvrage de poteaux-poutres (Stààpelwârk). La couverture du toit au-dessus de la partie habitation est assurée par des tuiles canal en terre cuite tandis que la partie grange est couverte pour le tiers inférieur par les mêmes tuiles et la partie supérieure par du chaume à base de roseau (Reet).

## Reconversion
Afin de sauvegarder le patrimoine local, de nombreuses initiatives de reconversion de maison à Gulf voient le jour. Ces anciennes fermes, souvent de grande taille, sont reconverties en banques, écoles, crèches ou auberges de jeunesse.

## Illustrations

Différentes perspectives sur la maison à Gulf
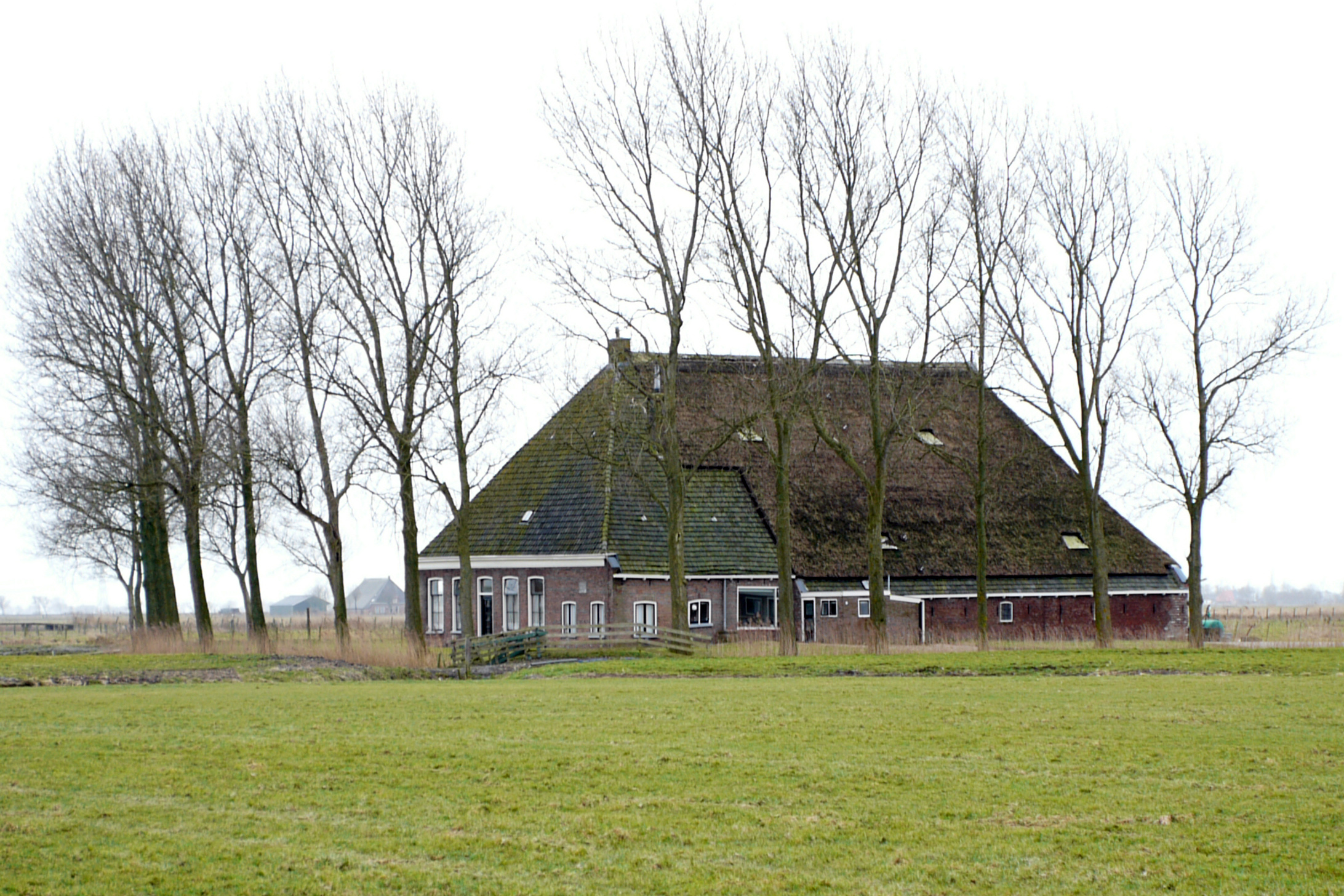
Variante frisonne des Pays-Bas du Nord, stelpboerderij
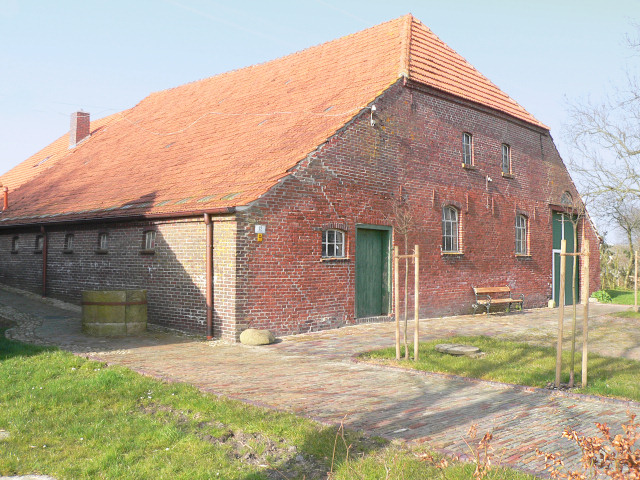
Maison à Gulf en brique à Ziallerns dans le Wangerland. Partie exploitation à l’arrière montrant la porte de grange et de l’étable
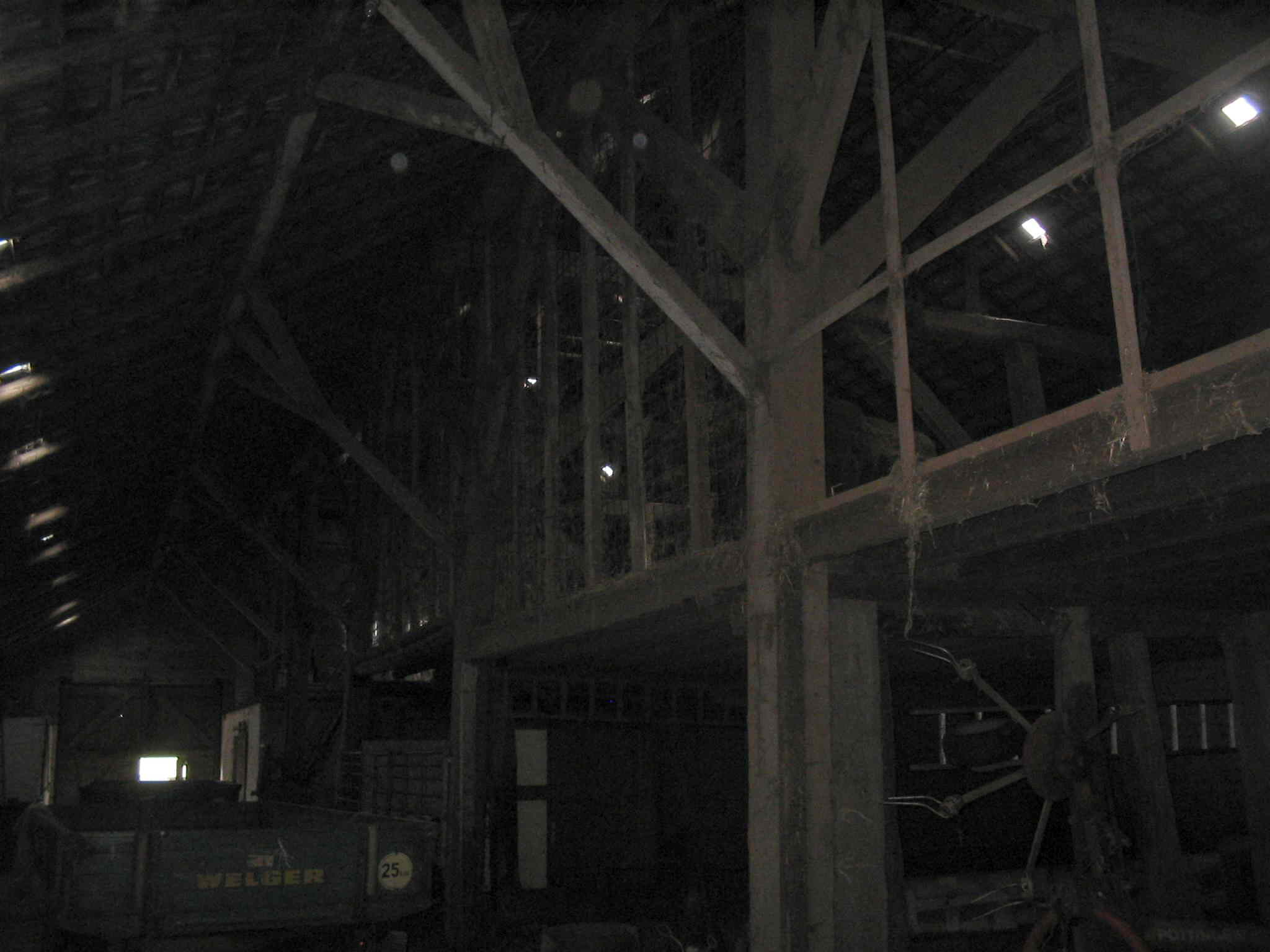
Charpente d’une maison frisonne orientale vue de l’intérieur
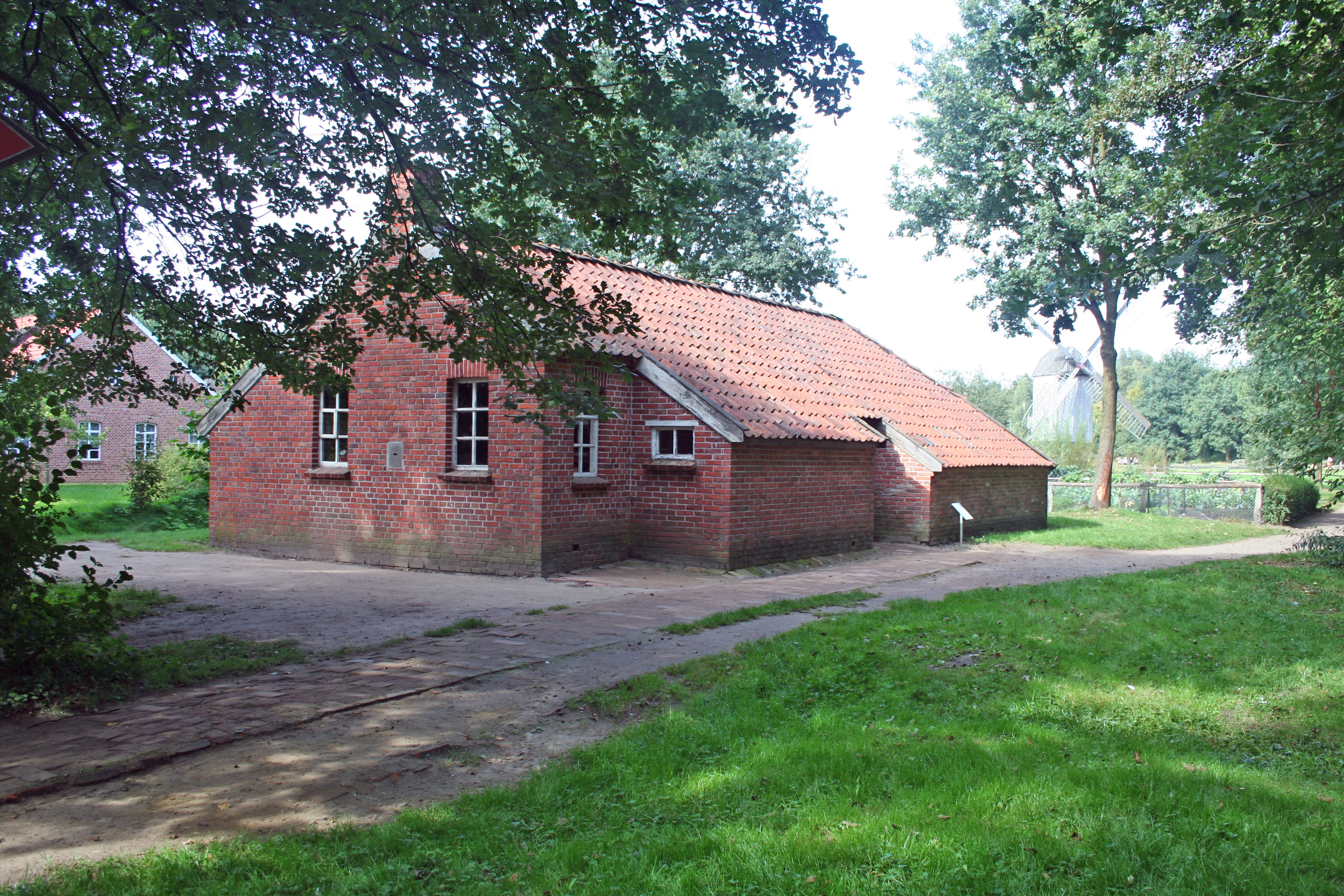
Maison des Travailleurs agricoles à l’écomusée de  Cloppenburg
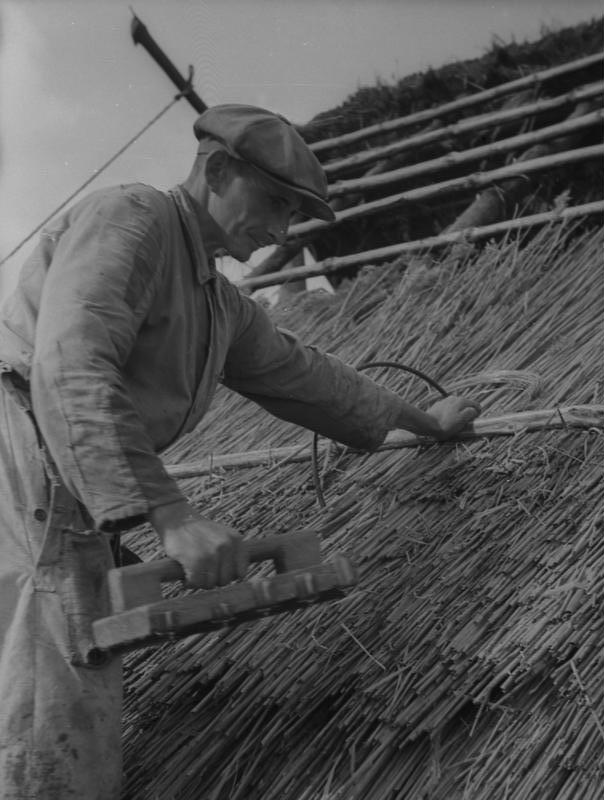
Couverture de toit de chaume
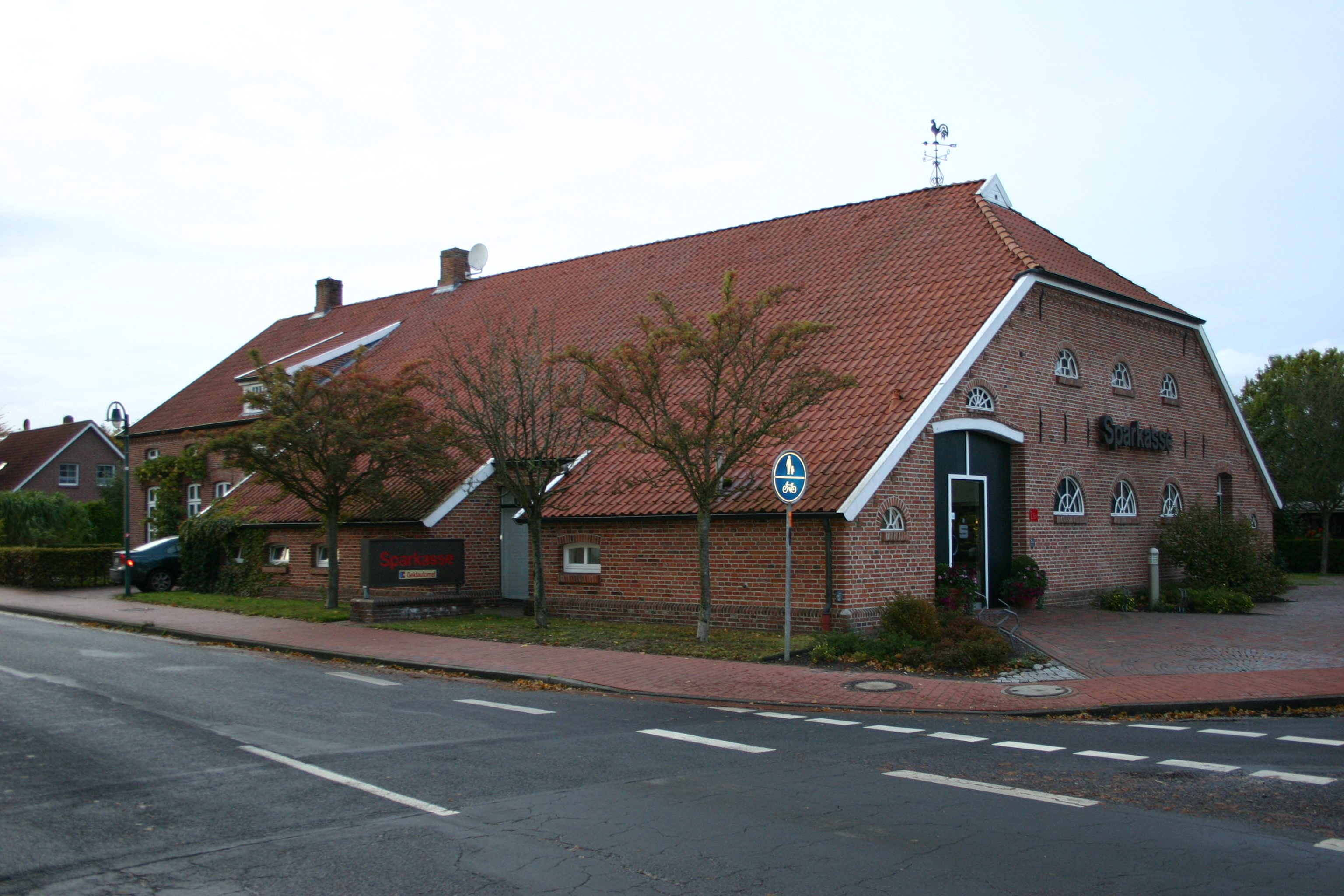
Reconversion: Caisse d’Epargne dans une ancienne ferme à Gulf à Hollen
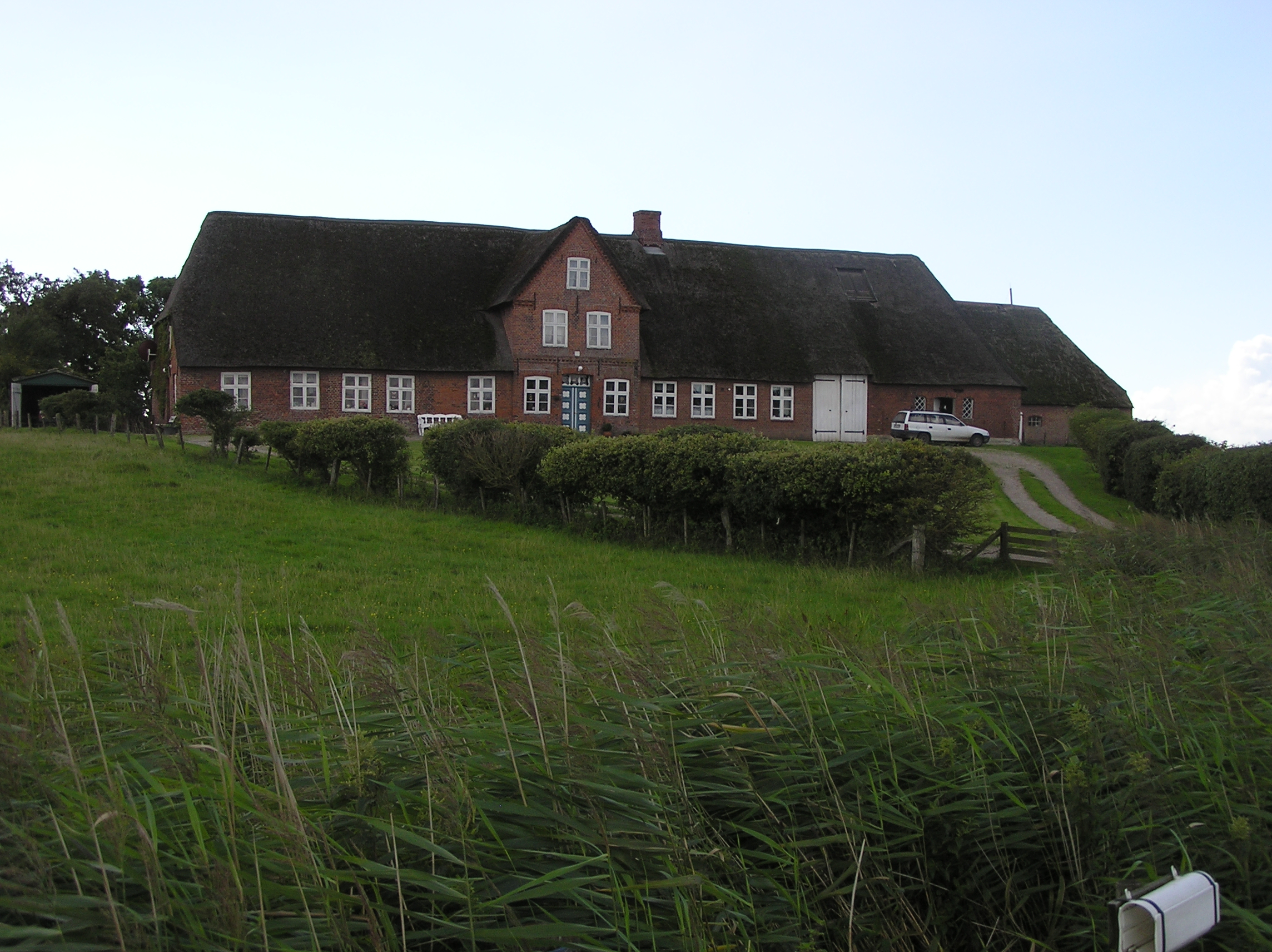
Geesthardenhaus (Nord)
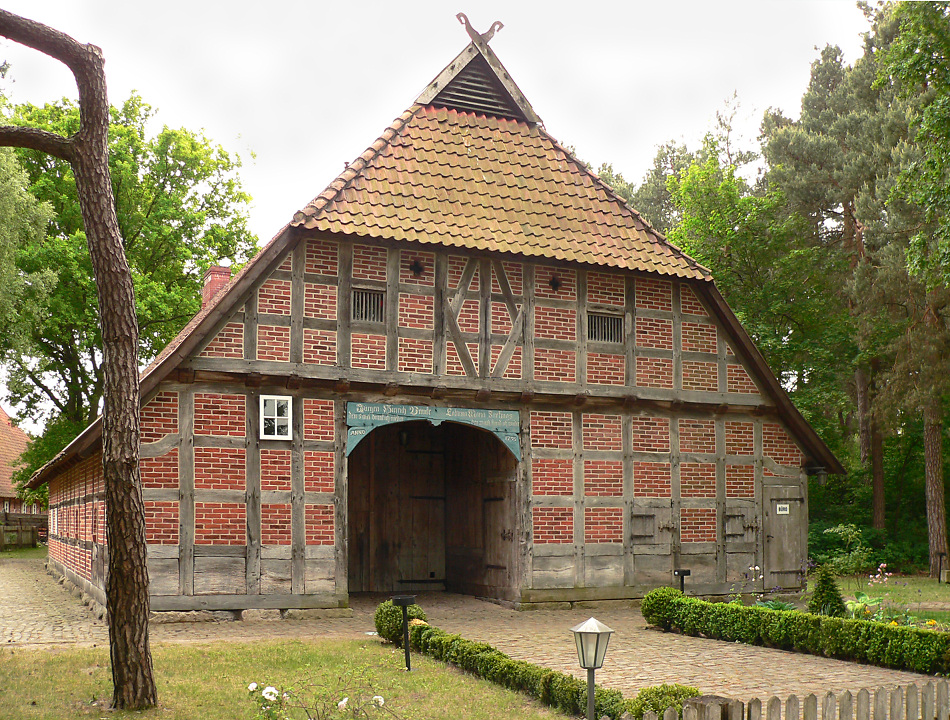
Maison-halle (Basse-Saxe, Schleswig, Westphalie)